# Сражение на Налоне
Сражение на Нало́не (исп. batalla del río Nalón) — состоявшееся в 795 году на берегу реки Налон сражение, в котором войско мавров под командованием Абд аль-Карима ибн Абд аль-Вахида ибн Мугита нанесло поражение войску астурийцев. Один из эпизодов военной компании Кордовского эмирата против Астурийского королевства.

## Предыстория
Начиная с произошедшего в 710-х годах арабского завоевания Пиренейского полуострова, мавры и сохранившие свою независимость в горах Астурии христиане вели многочисленные войны друг с другом.
В ответ на поражение войска мавров в сражении при Лутосе в 794 году, эмир Кордовы Хишам I организовал новый поход в Астурийское королевство. Две армии одновременно вторглись во владения астурийского короля Альфонсо II: одна из них совершила набег на Галисию, другая, возглавляемая Абд аль-Каримом ибн Абд аль-Вахидом ибн Мугитом, двинулась в центральные районы земель испанских христиан.
Считая наиболее опасным вторжение войска под командованием Абд аль-Карима, Альфонсо II принял решение выступить с войском против этой армии мавров. Астурийцы встали лагерем у перевала Пуэрто-де-ла-Меза, но, видя значительное численное превосходство войска Кордовского эмирата, по приказу короля начали отступление вглубь своего королевства. Отступавшее войско испанских христиан дважды подвергалось нападениям армии мавров и оба раза терпело поражения на поле боя: сначала в сражении при Бабиасе, затем в сражении на реке Кирос.

## Сражение
Хотя в сражении на Киросе астурийское войско под командованием Гадаксары потерпело поражение, оно смогло задержать продвижение войска мавров. Это позволило Альфонсо II отвести армию в более удобную для боя местность в окрестностях Овьедо, столицы своих владений. По свидетельству Ибн Идари, рядом с этим городом, на берегу реки Налон, астурийский король предпринял ещё одну попытку остановить продвижение войска Абд аль-Карима ибн Абд аль-Вахида ибн Мугита. Однако победу в сражении снова одержали мавры.
Альфонсо II отступил в находившуюся поблизости крепость, но и из неё он был вынужден бежать при приближении кордовского войска. Когда мавры ворвались в крепость, они обнаружили только остатки королевской трапезы; сам же Альфонсо II успел сбежать. В погоню за астурийским монархом Абд аль-Карим отправил конный отряд во главе с Фарахом ибн Кинаном. Тот преследовал Альфонсо II до Овьедо, сумел захватить многое из имущества короля, однако самого монарха, укрывшегося в горах, так пленить и не смог.
Оставшиеся без защиты города Астурийского королевства — Асторга и Овьедо — были захвачены маврами. Ибн Идари утверждал, что Альфонсо II не стал защищать Овьедо потому, что стены города ещё не были полностью восстановлены после его взятия маврами в прошлом году. Войско Абд аль-Карима провело в Овьедо несколько недель, а в октябре покинуло город и с захваченными в Астурии ценностями и множеством пленных возвратилось в Кордову. О причинах такого поступка мусульманского военачальника в средневековых источниках не сообщается: возможно, в его войске начал ощущаться недостаток продовольствия или Абд аль-Кариму стало известно о сборе Альфонсо II нового войска.

## Последствия
Несмотря на поражения, которые астурийцы потерпели в центральных районах своего королевства, они смогли добиться успеха в Галисии, разбив то войско Кордовского эмирата, которое по приказу Хишама I разоряло эти земли. Многие из мусульман пали на поле боя, ещё больше были пленены, так что не многим маврам удалось возвратиться на родину.
В 796 году скончался и сам Хишам I. После его смерти в Кордовском эмирате начались междоусобия, положившие конец крупным успехам мавров в походах на земли испанских христиан. Поход 795 года был последним вторжением мусульман в центральные области Астурийского королевства. В дальнейшем основные военные действия переместились в пограничные области государства — Галисию и Алаву.
К тому времени когда при аль-Хакаме I мусульманские вторжения в Астурию возобновились, королю Альфонсо II уже удалось заручиться поддержкой своего северного соседа, правителя Франкского государства Карла Великого. Этот союз позволил астурийцам более эффективно противостоять агрессии мавров, а затем и самим начать наступление на владения кордовских эмиров.